# 薗頭健吉

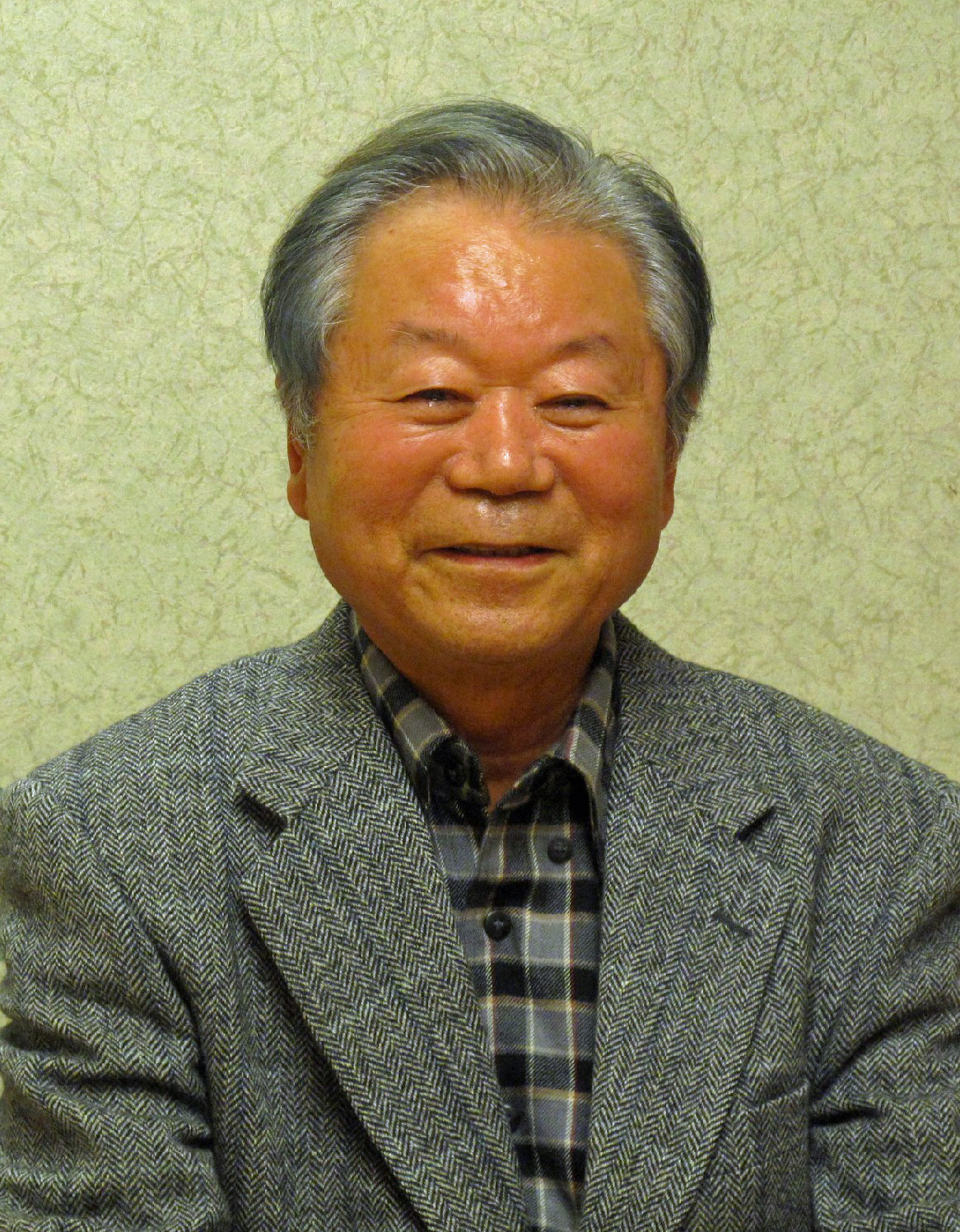
薗頭健吉

薗頭 健吉（そのがしら けんきち、1931年10月25日 - ）は、日本の化学者である。大阪市立大学工学部名誉教授。 鹿児島県生まれ。

## 略歴
- 1956年 大阪大学理学部化学科卒業（中川正澄教授）
- 1961年 大阪大学大学院理学研究科博士課程修了
- 1961年 大阪大学産業科学研究所助手
- 1966年 ミュンヘン工科大学フンボルト奨学生
- 1968年 大阪大学産業科学研究所助教授
- 1981年 大阪市立大学原子力基礎研究所教授
- 1989年 大阪市立大学工学部教授
- 1995年 大阪市立大学名誉教授
- 1995年 福井工業大学工学部教授
- 2004年 退職

## 業績
ハロゲン化合物とアルキン間のクロスカップリング反応の開発。（薗頭カップリング）
1975年にCassarと Heckらにより独立して同時期にPd触媒を用いたアリールハライドとアルキンのカップリング反応が報告された。その時点で論文を投稿準備をしていた薗頭らは自分たちのCuIを共存させた条件の方が数段優れていると判断し（Pd触媒のみでは100℃、Pd/CuIでは室温）、Tetrahedron Lettに報告した。現在では薗頭-萩原クロスカップリング反応と呼ばれる人名反応となっている。